# Ed Beers
Ed Beers (Zwaag, 12 oktober 1959) is een Nederlandse ijshockeyspeler uit de NHL die inmiddels zijn carrière heeft beëindigd. Hij speelde in de NHL van 1981 tot 1986.
In totaal kwam hij tot 250 duels in de NHL (94 goals/116 assists)

## Loopbaan als speler
Beers startte zijn loopbaan in 1976 in de BCJHL bij de Merritt Centennials, hij speelde daar in 3 seizoenen.
In 1979 ging hij voor de University of Denver spelen die uitkomen in de WCHA, hij speelde daar in 3 seizoenen 117 wedstrijden en scoorde daarin 87 keer.
Op 1 april 1982 tekent hij een contract bij de Calgary Flames uit de NHL waar hij in het lopende seizoen nog 5 wedstrijden speelde en 1 maal tot scoren kwam. Hij is dan de 2e Nederlander (na Ed Kea) die in de NHL speelt.
In totaal speelt hij 226 wedstrijden voor de Calgary Flames en scoort hij 87 keer, hij haalt met de Calgary Flames 3 maal de playoff’s (22 wedstrijden/4 goals).
Tussendoor speelde hij in het seizoen 1982-83 29 wedstrijden voor de Colorado Flames die uitkomen in de CHL hij scoort 12 maal.
Op 1 februari 1986 wordt hij samen met Charlie Bourgeois en Gino Cavallini geruild voor Terry Johnson, Joe Mullen en Rik Wilson van de St. Louis Blues hij speelt daar nog 24 wedstrijden en scoort 7 keer.
Hij moet vanwege een blessure zijn loopbaan in 1986 beëindigen.

## Loopbaan als coach
Als hoofdcoach is hij 6 seizoenen actief in de BCJHL, hij doet dit voor de Kelowna Spartans, de Chilliwack Chiefs en de Merritt Centennials waar hij als speler ook speelde.

## Prijzen
- 1977–78: BCJHL - Regular Season Champions
- 1977–78: BCJHL - Interior Conference Regular Season Champions
- 1978–79: BCJHL - Interior Conference Regular Season Champions
- 1988–89: BCJHL - Interior Conference Coach of the Year

## Statistieken
| Regulier seizoen |                     |                           |            |      |    |    |                |
| Seizoen          | Club                | Land                      | Competitie | Wed. | G  | A  | Bijzonderheden |
| ---------------- | ------------------- | ------------------------- | ---------- | ---- | -- | -- | -------------- |
| 1976/77          | Merritt Centennials | Vlag van Canada           | BCJHL      | 30   | 12 | 7  |                |
| 1977/78          | Merritt Centennials | Vlag van Canada           | BCJHL      | 63   | 55 | 60 |                |
| 1978/79          | Merritt Centennials | Vlag van Canada           | BCJHL      | NB   |    |    |                |
| 1979/80          | U. of Denver        | Vlag van Verenigde Staten | WCHA       | 36   | 13 | 20 |                |
| 1980/81          | U. of Denver        | Vlag van Verenigde Staten | WCHA       | 39   | 24 | 15 |                |
| 1981/82          | U. of Denver        | Vlag van Verenigde Staten | WCHA       | 42   | 50 | 34 |                |
| 1981/82          | Calgary Flames      | Vlag van Canada           | NHL        | 5    | 1  | 1  |                |
| 1982/83          | Calgary Flames      | Vlag van Canada           | NHL        | 41   | 11 | 15 |                |
| 1982/83          | Colorado Flames     | Vlag van Verenigde Staten | CHL        | 29   | 12 | 17 |                |
| 1983/84          | Calgary Flames      | Vlag van Canada           | NHL        | 73   | 36 | 39 |                |
| 1984/85          | Calgary Flames      | Vlag van Canada           | NHL        | 74   | 28 | 40 |                |
| 1985/86          | Calgary Flames      | Vlag van Canada           | NHL        | 33   | 11 | 10 |                |
| 1985/86          | St. Louis Blues     | Vlag van Verenigde Staten | NHL        | 24   | 7  | 11 |                |

| Play-offs |                 |                           |            |      |   |   |                |
| Seizoen   | Club            | Land                      | Competitie | Wed. | G | A | Bijzonderheden |
| --------- | --------------- | ------------------------- | ---------- | ---- | - | - | -------------- |
| 1982/83   | Calgary Flames  | Vlag van Canada           | NHL        | 8    | 1 | 1 |                |
| 1983/84   | Calgary Flames  | Vlag van Canada           | NHL        | 11   | 2 | 5 |                |
| 1984/85   | Calgary Flames  | Vlag van Canada           | NHL        | 3    | 1 | 0 |                |
| 1985/86   | St. Louis Blues | Vlag van Verenigde Staten | NHL        | 19   | 3 | 4 |                |